# 埃奥利群岛
埃奥利群岛（義大利語：Isole Eolie），又名利帕里群岛（義大利語：Isole Lipari），是位于西西里岛北侧第勒尼安海中的火山群岛，得名于半神半人的风神埃俄罗斯。埃奥利群岛在夏季是一个热门的旅游目的地，每年吸引游客多达20万。

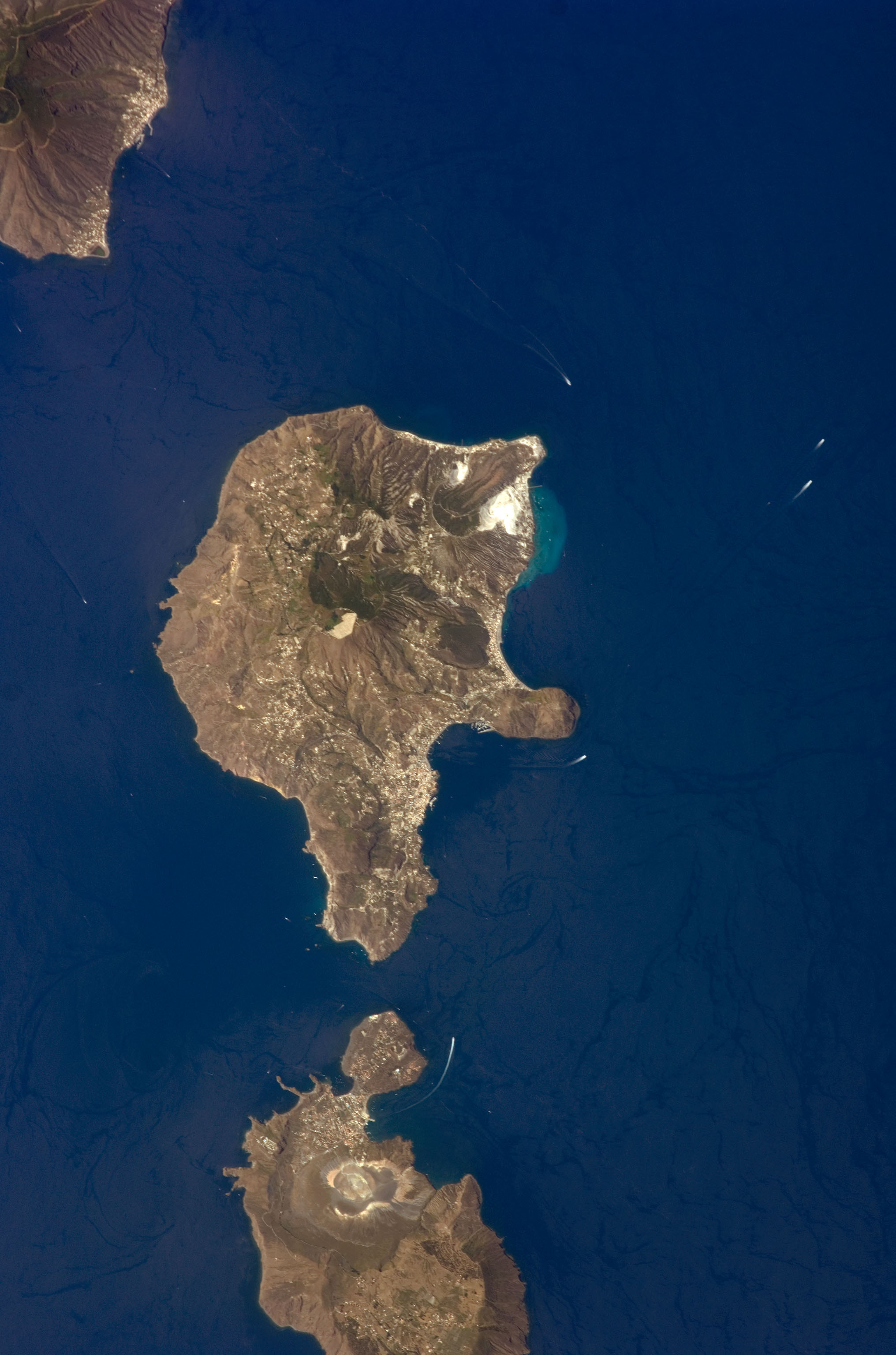
埃奥利群岛

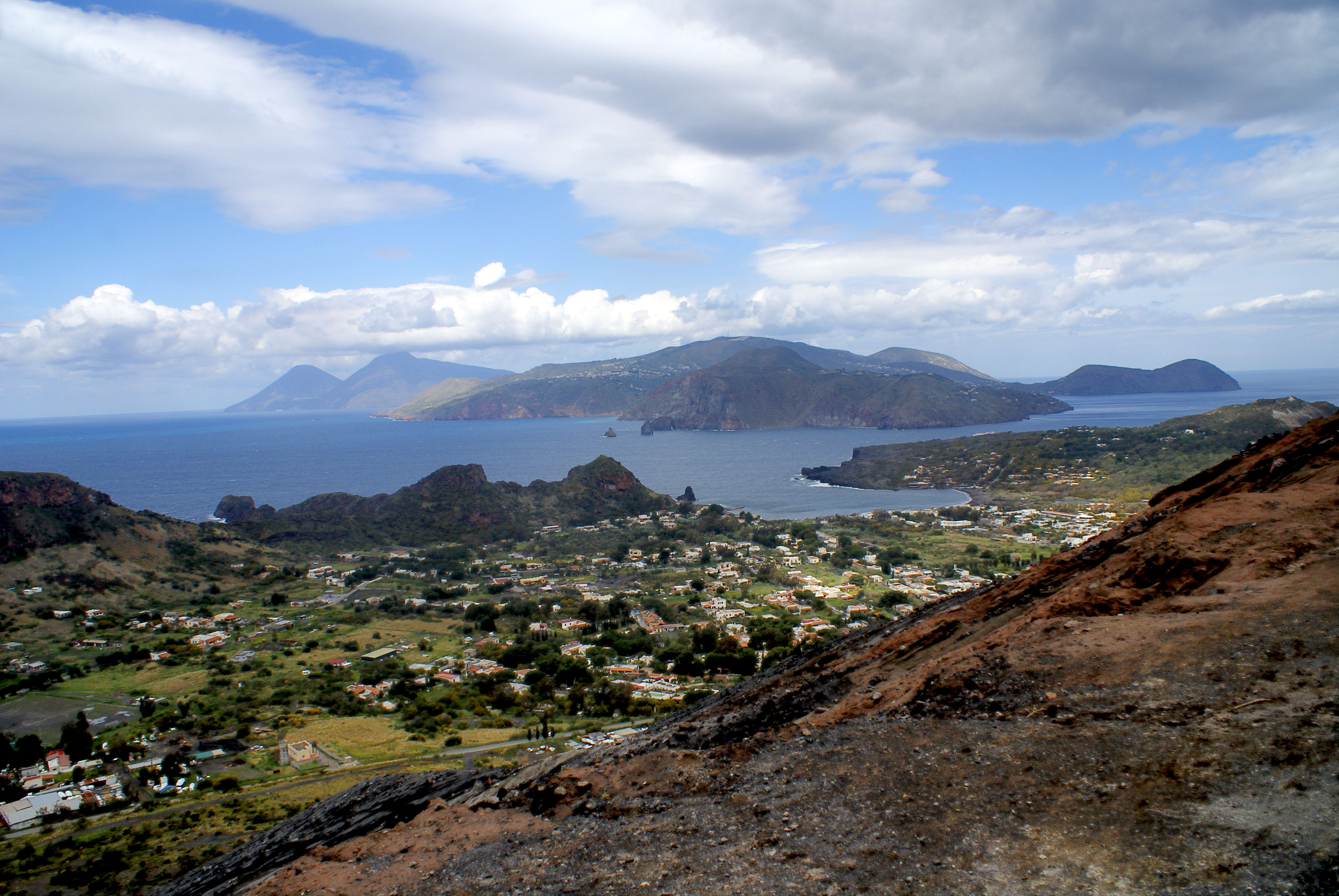
从武尔卡诺岛观看，中间是利帕里岛，左侧是萨利纳岛，右侧是帕纳雷阿岛

埃奥利群岛中最大的岛屿是利帕里岛，此外还有武尔卡诺岛、萨利纳岛、斯特龙博利岛、菲利庫迪島、阿利库迪岛、帕纳雷阿岛和巴西卢佐岛。
埃奥利群岛是斯特朗博利型火山喷发和武尔卡诺型火山喷发兩個火山學詞語的起源地，因此被列为世界遗产，也被列入受到威胁的名单。